# Comitato consultativo europeo per le finanze pubbliche (CCEFP)
Il Comitato consultivo europeo per le finanze pubbliche (CCEFP), meglio conosciuto con il nome inglese European Fiscal Board (EFB), è un comitato consultivo indipendente in materia di bilancio.

## Storia
Durante il Consiglio europeo del 23 e 24 ottobre 2014 si decise che, per un miglior funzionamento dell'Unione economica e monetaria dell'Unione europea, era necessario realizzare un coordinamento delle politiche economiche della zona euro. Si diede pertanto mandato ai presidenti incaricati delle scelte economiche dell'Unione di lavorare congiuntamente in tal senso. Questa collaborazione diede vita a un rapporto chiamato "Rapporto dei 5 Presidenti" che fu pubblicato il 22 giugno 2015. Il nome deriva dal fatto che la relazione fu presentata da cinque presidenti: Presidente della Commissione europea, Presidente del Consiglio europeo, Presidente dell'Eurogruppo, Presidente della Banca centrale europea e Presidente del Parlamento europeo. Nella relazione vengono indicati i progressi che occorre realizzare su quattro fronti: l'Unione finanziaria, l'Unione di bilancio, l'Unione politica e l'Unione economica e sociale, illustrandone lo sviluppo attraverso tre fasi, da concludersi entro il 2025. È in questa relazione che si parla per la prima volta di creare un: "Comitato consultivo europeo per le finanze pubbliche, che sarebbe incaricato di coordinare e integrare i consigli nazionali per le finanze pubbliche già esistenti. Il comitato esaminerebbe in maniera indipendente, a livello europeo, la performance dei bilanci a fronte degli obiettivi economici stabiliti nel quadro di governance di bilancio dell'UE."
Il 21 ottobre 2015 viene pubblicata la decisione della Commissione europea che istituisce un Comitato consultivo indipendente europeo per le finanze pubbliche.
Il Comitato pubblica un rapporto annuale sulle attività in europa e valuta l'orientamento generale della politica di bilancio della zona euro.

## Struttura
Il Comitato è composto da un presidente e quattro membri. La nomina ha una durata di tre anni rinnovabile una sola volta. L'articolo 3 della decisione prevede per la nomina la seguente procedura. Tutti i membri sono nominati dalla Commissione europea su proposta del Presidente della Commissione europea. 
- Il presidente e uno dei membri sono proposti, previa consultazione con il vicepresidente responsabile per l'euro e il dialogo sociale, e con il commissario responsabile per gli affari economici e finanziari, la fiscalità e le dogane.
- Gli altri tre membri sono proposti, previa consultazione con i consigli nazionali per le finanze pubbliche, la Banca centrale europea e l'Eurogruppo.

Il Comitato è assistito da un segretariato il cui obiettivo è quello di coadiuvarne i lavori. E' loro compito :
- preparare le riunioni
- fornire l'assistenza necesaria per l'elaborazione del rapporto annuale
- assicurare la collaborazione con i consigli nazionali per le finanze pubbliche.[5]